# Puente BP
El BP Pedestrian Bridge, o simplemente Puente BP, es un puente viga peatonal localizado en el área comunitaria Loop de Chicago. Atraviesa la vía Columbus Drive y conecta el Maggie Daley Park con el Parque del Milenio, ambos elementos del Grant Park. Fue diseñado por el arquitecto Frank Gehry, ganador del premio Pritzker, mientras que la parte estructura corrió a cargo de Skidmore, Owings and Merrill. Se inauguró, junto con el resto del Parque del Milenio, el 16 de julio de 2004.
Se trata del primer puente diseñado por Gehry completado, para lo que la compañía de energía BP donó cinco millones de dólares y por lo que recibe ese nombre. Comparado con una serpiente por su forma curva, fue diseñado para soportar cargas pesadas sin problemas estructurales causados por su propio peso, además de que ha recibido galardones por su uso de metal laminado. Es conocido por su estética y el estilo de Gehry se destaca en sus alusiones biomórficas y extenso uso escultórico del acero inoxidable para expresar abstracción.
El puente funge como barrera acústica y como conexión entre el Parque del Milenio y otros destinos en el este, tales como un lago cercano y otras partes del Grant Park. Emplea un cajón central oculto con una base de hormigón y su piso está cubierto por tablas de madera. Por otra parte, no cuenta con pasamanos, para lo que se usó en su lugar parapetos de acero inoxidable. Tiene 285 metros de longitud, una pendiente de cinco por ciento en sus superficies inclinadas, lo que le hace accesible. Aunque está cerrado en invierno por la incapacidad de retirar de forma segura el hielo, ha recibido críticas positivas por su diseño y estética.